# Muhammad Nafi Tschelebi
Muhammad Nafi Tschelebi (Hadj Mohammed Abdul Nafi Tschelebi) (* 17. Dezember 1901 in Aleppo; † Sommer 1933 in Berlin) war syrischer Student der Ingenieurwissenschaften an der Technischen Hochschule Berlin (heuteTechnische Universität Berlin), Gründer des Zentralinstituts Islam-Archiv-Deutschland und eine herausragende muslimische Persönlichkeit in der Weimarer Republik. Sein Tod zu Beginn der Zeit des Nationalsozialismus ist ungeklärt.

## Wirken in Berlin
Tschelebi kam 1923 nach Berlin und spielte bald in der internationalen Studentenbewegung Berlins eine wichtige Rolle.
Tschelebi gründete das Zentralinstitut Islam-Archiv-Deutschland am 4. November 1927 als „Islam-Institut“ zu Berlin im „Humboldt-Haus“ an der Fasanenstraße. Dieses Institut wurde in einer Zeit geschaffen, da die Entfremdung zwischen Europa und der islamischen Welt nach Tschelebis Worten „zu offener Feindschaft“ geworden war, und Tschelebi verstand sich in seiner völkerverbindenden Mission als „ehrlicher Makler“. Das Institut sollte „ein geistiges Zentrum für den Kulturaustausch zwischen Deutschland und der islamischen Welt werden und beide Seiten durch seine Mittlertätigkeit befruchten.“ Unter seiner Leitung entfaltete das Islam-Institut eine umfangreiche Tätigkeit in und um Berlin.
Tschelebi gab mehrere Zeitschriften heraus, bekleidete verschiedene Ämter und war zu seiner Zeit die wichtigste Integrationsfigur der Muslime Berlins.
Auf seine Anregung hin wurde am 30. Mai 1930 die „Deutsch-Moslemische Gesellschaft e.V.“ gegründet. Auch bei der Gründung der deutschen Sektion des Islamischen Weltkongresses 1932 in Berlin saß Tschelebi im Vorstand. Durch seine Vermittlungen normalisierte sich das Verhältnis zwischen der „Islamischen Gemeinde Berlins“ mit ihren zeitweilig 1500 Mitgliedern und der Ahmadiyya-Gemeinde.

## Tod und Nachwirken
Im Sommer 1933 entdeckten Spaziergänger am Ufer eines Sees im Grunewald seine Leiche. Die Umstände seines Todes blieben ungeklärt, angeblich war er ertrunken. Es ist auch unbekannt, was mit seiner Leiche geschah und wo sie bestattet wurde. Mit ihm verloren die Muslime im Deutschen Reich ihre herausragendste Persönlichkeit.
Nach dem Tod Muhammad Nafi Tschelebis führte die „Deutsch-Moslemische Gesellschaft“ nur noch ein Schattendasein.
Zum Gedenken an seinen Gründer hat das heutige Islam-Archiv den Muhammad-Nafi-Tschelebi-Preis gestiftet.

## Notizen
1. ↑  Vgl. Das Islam-Institut. Eine islamische Forschungs- und Lehrstätte auf deutschem Boden. In: Die Islamische Gegenwart, Berlin l(1927)2, S. 25.
2. ↑  Muhammad Nafi Tschelebi im Dezember 1927 bei der Eröffnung im Humboldt-Haus.
3. 1 2 3  Burkhard Schröder: „Führer unter sich“, Berliner Stadtmagazin tip am 29. Mai 1996; s. a. Nasir Ahmad: Die Berliner Moschee und Mission der Ahmadiyya-Bewegung zur Verbreitung des Islam (Lahore) (PDF; 583 kB), Juni 2006, S. 57 f. (übersetzt und bearbeitet von Manfred Backhausen).
4. ↑  Zugang zu Daten und Texten nur für registrierte Benutzer, oder persönlich

| Personendaten    | Personendaten               |
| ---------------- | --------------------------- |
| NAME             | Tschelebi, Muhammad Nafi    |
| KURZBESCHREIBUNG | syrischer Student in Berlin |
| GEBURTSDATUM     | 17. Dezember 1901           |
| GEBURTSORT       | Aleppo                      |
| STERBEDATUM      | 1933                        |
| STERBEORT        | Berlin                      |